# Hypna croton
Hypna croton är en fjärilsart som beskrevs av Herrich-Schäffer 1865. Hypna croton ingår i släktet Hypna och familjen praktfjärilar. Inga underarter finns listade i Catalogue of Life.